# Jacobus ten Zweege

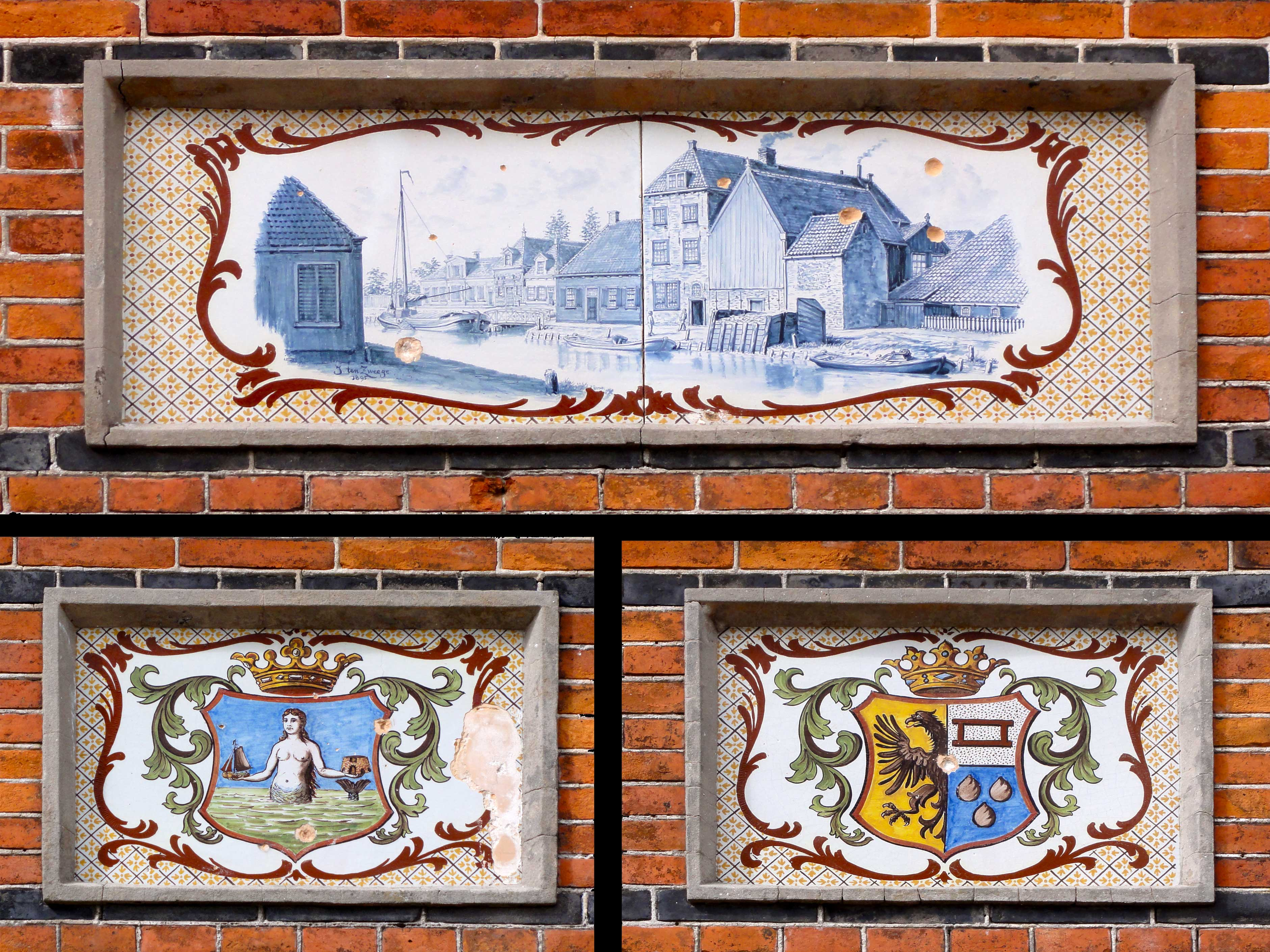
Tegels ontworpen door Jacobus ten Zweege omstreeks 1895 voor het Pothuis te Makkum

Jacobus ten Zweege (Makkum, 15 maart 1855 - aldaar, 24 januari 1917) was een Friese plateelschilder en ontwerper bij de aardewerk- en tegelfabriek Tichelaar.

## Leven en werk
Ten Zweege werd in 1855 in het Friese Makkum geboren als zoon van de plateelschilder en keramisch ontwerper Willem Jacobus ten Zweege en van Hermina Hubertus van Drooge. Ten Zweege was genoemd naar zijn grootvader Jacobus ten Zweege. Ook zijn grootvader was, evenals zijn vader, plateelschilder en keramisch ontwerper bij het bedrijf van Tichelaar in Makkum. In 1896 werd hij eerste schilder bij het bedrijf Tichelaar als opvolger van zijn vader, die in dat jaar was overleden. Achtereenvolgens hebben drie generaties Ten Zweege mede hun stempel gedrukt op de ontwerpen van Tichelaar. Ten Zweege bracht op het einde van de 19e eeuw onder invloed van de jugendstil-vernieuwingen aan in de collectie. Zijn werk is, evenals dat van zijn vader en grootvader, opgenomen in de collectie van diverse keramische musea, waaronder het Princessehof in Leeuwarden. In het Fries Scheepvaart Museum is een schilderij met een voorstelling van de Zijlroede in Makkum van hem in de collectie opgenomen.
Hij trouwde op 4 juni 1892 in de gemeente Wonseradeel met Dirkje Roosjen uit Makkum. In januari 1917 overleed hij kinderloos op 61-jarige leeftijd in zijn woonplaats Makkum.